# Martin Heidegger et les présocratiques
Pour des articles plus généraux, voir Martin Heidegger et La philosophie de Martin Heidegger.

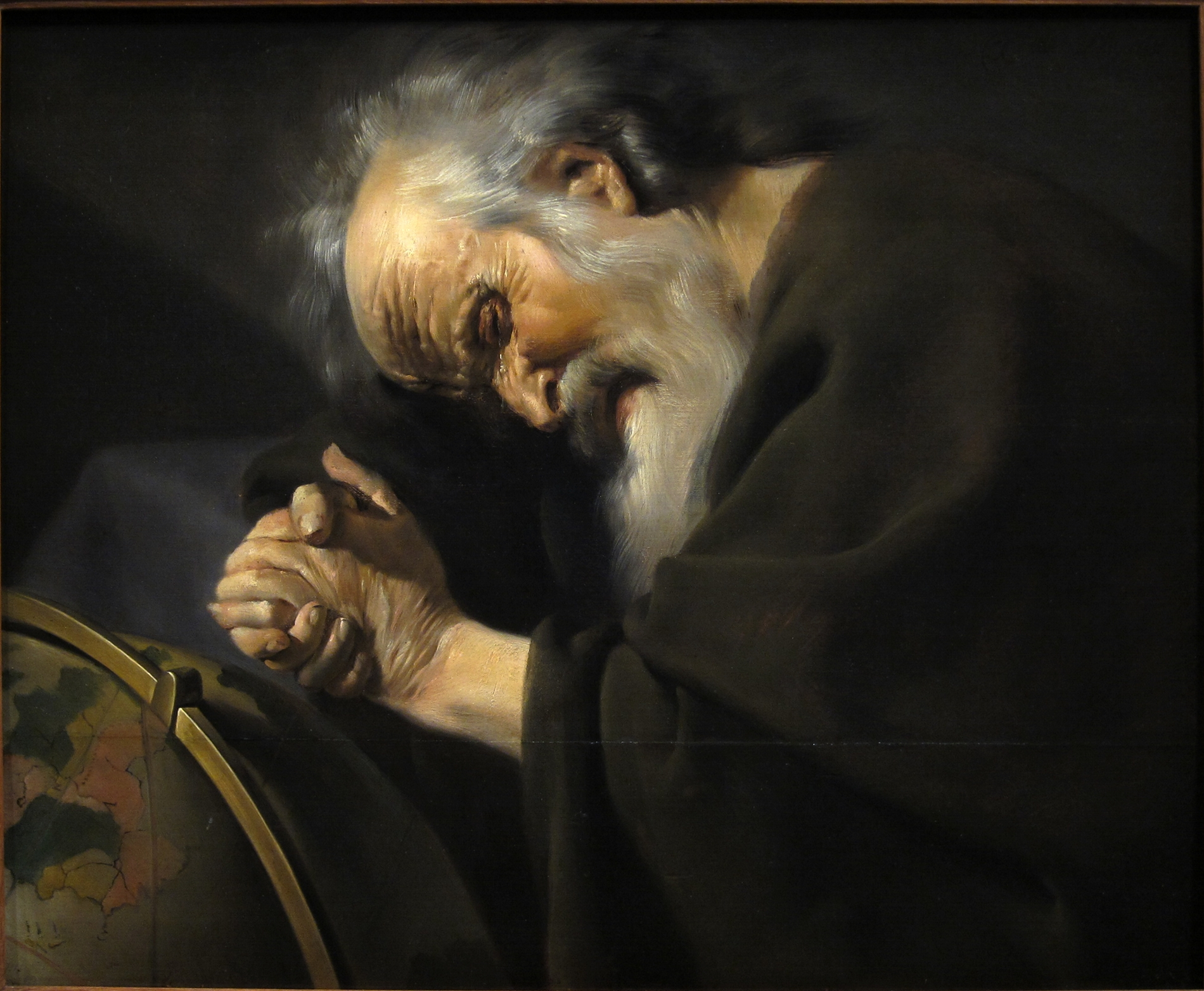
Johannes Moreelse, Héraclite, XVIIe siècle

Martin Heidegger étudie les présocratiques pour eux-mêmes, et pas seulement comme de simples étapes préparatoires conduisant à la question métaphysique, autrement dit comme prédécesseurs de ceux qui leur ont succédé à savoir Platon et  Aristote. Il croit retrouver chez eux, une première expérience de la pensée de l'être, notamment avec la notion de phusis (φύσις), qu'il voit comme un écho anticipé de ses propres intuitions.

## Pourquoi les présocratiques?
Comme le note Jacques Taminiaux, dans un premier temps, Heidegger « ne décèle aucune discontinuité entre les écrits pre-socratiques et les écrits de Platon et d'Aristote ».  
À partir des années 1930, ce que Heidegger va rechercher chez les présocratiques, c'est une expérience originaire « non métaphysique » de l'« être », celle de la Phusis φύσις, du Logos λόγος et de l'Alètheia ἀλήθεια, c'est-à-dire, selon Gérard Guest : d'écouter l'expérience, sans recours à la médiation des catégories (l'être n'est plus abordé à travers l'idée de substance de quantité ou de qualité), mais dans son pur surgissement initial et éventuellement dans sa violence , dont nous donnent idée les chants homériques et les tragédies de Sophocle. Dès lors, Heidegger va recevoir les rares paroles qui nous sont parvenues de ces penseurs sur ces sujets, lourdes de sens caché, comme des « paroles fondamentales » selon l'expression de Marlène Zarader,, paroles qui n'auraient plus maintenant qu'un sens dérivé et dégradé, alors qu'elles signifiaient toutes à leurs yeux, plus ou moins, l'« Être ». Ce sens originel ainsi que la portée des distinctions et oppositions initiales entre ces notions doivent être reconquis. À titre d'exemple, s'agissant du logos (λόγος), celui-ci n'a plus exactement le sens qu'il a pris chez Aristote où il signifie « discours » et par la suite raison, jugement, concept, mais originairement « rendre manifeste ce dont il est parlé » à l'image du phénomène note Éliane Escoubas.
Avec Héraclite et Parménide, auxquels on peut rajouter Anaximandre, « c'est la fondation même de la pensée occidentale qui s'accomplit. C'est à eux que remonte comme au secret de la source ce qu'il y a encore de vivant et de toujours vivace au fond de nos pensées. On peut dire que c'est par eux que nous pensons » écrit Jean Beaufret . 
Jean Beaufret, dans la Préface qu'il a consacré à l'édition française des essais et conférences pose la question de savoir « s'il n'est pas excessif de dire : hors du dialogue avec les Grecs, il n'y a pas d'issue possible pour la pensée ? ». Progrès ou décadence vis-à-vis d'eux à partir desquels nous nous mesurons, manquent, pour Heidegger, l'essentiel et l'histoire de la philosophie ne relève ni de l'un ni de l'autre..  Heidegger se tient à l'écoute de cette parole initiale, non par curiosité historique, mais pour dégager l'expérience qui y demeure « abritée » . Si l'expérience des premiers Grecs ne nous est plus directement accessible, les paroles qui leur furent source, sol et abri, bien que devenues muettes ont été conservées et transmises. L'« Interlocuteur, dialoguant », qu'est Heidegger « ne se tient à l'écoute des paroles initiales que pour dégager l'expérience impensée qui y demeure abritée et qui transmise jusqu'à nous en même temps que la langue, y est encore en attente d'avenir ».  Quelle qu'ait été la fascination de Heidegger note Jean-François Mattéi pour les premiers penseurs présocratiques cela reste Aristote qui est à l'origine de son chemin de pensée et qui l'accompagné, tout au long de son existence.
Par ailleurs, Heidegger cherche à élever une digue contre « la puissante tentative hégélienne qui consiste à dissoudre l'Ontologie dans la Logique », selon l'expression de Françoise Dastur, ce qui nécessite de ramener le Logos à son fondement ontologique et d'écouter ce que ces premiers penseurs en disaient. Heidegger consacre son Séminaire d'été 1932 à l'étude d'Anaximandre (voir La Parole d'Anaximandre) ainsi qu'à  Parménide. Des cours sont encore par la suite consacrés à Parménide (1942/43) et à Héraclite (1943 et 1944, puis en 1966-1967, notamment dans un séminaire tenu en commun avec son ancien élève Eugen Fink. Les Chemins qui ne mènent nulle part (« La Parole d'Anaximandre ») et les Essais et conférences (« Logos », « Moïra », « Alèthéïa ») reprennent la plupart de ces avancées. Hans-Georg Gadamer note cependant que c'est sans doute le reflet de ses propres questions que Heidegger a principalement retenu chez Anaximandre, Héraclite et Parménide.

## Anaximandre

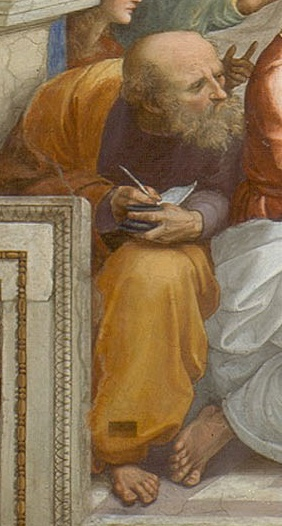
Anaximandre ? Détail de l'École d'Athènes de Raphaël

Anaximandre fait l'objet d'un conflit d'interprétation, entre d'un côté les physicistes et métaphysiciens comme Nietzsche, qui veulent en faire un philosophe de la nature, dont il aurait pensé la génération et le développement, et de l'autre côté, un penseur comme Heidegger qui en fait le tout premier penseur de l'être, autrement dit un penseur qui s'exprime dans une tout autre dimension et qui n'a aucun souci de l'origine ou du comportement de la nature.
La question tourne autour de la signification d'un minuscule fragment de texte de ce vieux penseur que nous a laissé la tradition :

« ἐξ ὧν δὲ ἡ γένεσίς ἐστι τοῖς οὖσι͵ καὶ τὴν φθορὰν εἰς ταῦτα γίνεσθαι κατὰ τὸ χρεών
 διδόναι γὰρ αὐτὰ δίκην καὶ τίσιν ἀλλήλοις τῆς ἀδικίας κατὰ τὴν τοῦ χρόνου τάξιν. »

— Anaximandre, Simplicius, Commentaire sur la physique d’Aristote
.

« D'où les choses ont leur naissance, vers là aussi elles doivent sombrer en perdition, selon la nécessité; car elles doivent expier et être jugées pour leur injustice, selon l'ordre du temps» ou «..selon la nécessité ; car ils se paient les uns aux autres châtiment et pénitence pour leur injustice. »

— Nietzsche, La philosophie à l'époque tragique des grecs
Dans une longue et difficile étude, Marlène Zarader décrit comment Heidegger, en opposition à Nietzsche, entreprend de montrer qu'Anaximandre, loin d'avoir été préoccupé par les choses de la nature et de la justice, a été le premier penseur de la différence ontologique, de ce qu'elle appelle « une figure imperceptiblement marquée par une trace de la différence entre l'être  et l'étant » .

### L'être et la présence
Heidegger constate qu'à cette période de l'histoire, notamment dans la poésie homérique , avec l'épisode du devin Calchas, ce que l'on appelle le « présent », relève d'une conception bien plus large que la nôtre, qu'elle recouvre aussi bien l« 'absence » de ce qui est passé, l'« absence » de ce qui est à venir mais aussi de ce qui est en retrait, d'où l'idée de scinder en deux parts le concept archaïque, le « présent » proprement dit correspondant à notre idée et, plus ample, la « Présence » avec un grand « P » qui couvre les autres modes de la présence.  , qui tous trois sont présents à travers leur absence même, sans quoi ils seraient inexistants; c'est la notion de Anwesen en allemand, ou, comme nous l'autorise le français, la locution d' « entrée en présence ». Le présent, notre présent, n'est plus dans cette conception qu'un « séjour transitoire » ajointé, bordé, entre deux types d'absence. Nous percevons ici la véritable dimension de l'être chez les Grecs anciens, qui se déploie aussi bien dans l'absence que dans la présence.
En même temps de l'« entrée en présence » de l'étant, l'événement de l'« apparaître » Ereignis lui-même, se retire dans sa mobilité essentielle,.

### La disjointure
Le fragment d'Anaximandre « parle du présent en tant qu'il se déploie dans le dévoilement », que l'essence de ce présent est d'être un entre-deux transitoire, entre deux absences, qu'il est caractérisé comme « ce qui séjourne à chaque fois pour un temps ». Avec l'apeiron, l'ἀπειρον, Anaximandre nous parle, selon Heidegger, non de l'origine, non de premier principe selon l'interprétation traditionnelle, mais de « maintien sauvegardant » ; cette parole ne nous nomme pas de lieu, ni de fondement, ni d'origine ; elle ferait signe vers « l'ajointement des ajointements », ce qu'il appellera « événement », ou  Ereignis, qui selon Julien Pieron, « conduit l’homme à ce qui lui est propre (ereignen) en le plaçant dans un rapport – celui de la pensée comme essence de l’homme, et de l’être de l’étant – que l’on peut proprement qualifier d’abyssal, dans la mesure où aucun de ses termes ne lui préexiste, mais où chacun se définit comme relation à l’autre ».
Heidegger renverse l'équation traditionnelle de l'être conçu comme subsistance et persistance (Spinoza). En voulant continuer, se prolonger, insister, l'étant entre en révolte contre la loi de l'être. Chaque étant doit assumer sa propre tendance à perdurer, mais il doit aussi retenir sa place propre dans le concert des étants. C'est à quoi répond le terme de tisis, τίσιν qui n'est ni bienfait, ni châtiment, mais sollicitude, soin.

## Héraclite
« Il n'y a peut être pas un seul cours ni un seul texte de Heidegger sans la présence tutélaire d'Héraclite » écrit Philippe Arjakovsky. « La portée du travail d'Heidegger consiste  d'abord à nous mettre en état d'apprendre à lire pour la première fois les fragments d'Héraclite ».
Heidegger parle d'une nécessité au regard du caractère fragmentaire de la parole d'Héraclite qui n'a pas peu contribué à ce qu'il soit qualifié dès l'Antiquité d'obscur. Autrement dit les fragments d'Héraclite ne seraient pas les ruines, les restes d'un bel ensemble qui a eu lieu autrefois. Le fragment correspond à la nécessité de prendre pied dans le mouvement initial de l'Être.  « c'est avec Héraclite que le monde a été nommé une première fois dans l'éclat de son unité en même temps qu'il se dérobait ».

### Le père du Logos
Heidegger est très éloigné de la vision réductrice que se fait la tradition de la pensée d' Héraclite (Héraclite d'Éphèse (Ἡράκλειτος ὁ Ἐφέσιος / Hêrákleitos ho Ephésios) philosophe grec de la fin du VIe siècle av. J.-C), célèbre à la fois pour son obscurité (Héraclite l'obscur disait déjà Aristote), et son opposition à Parménide, l'un étant le philosophe du mouvement universel, Τα Πάντα ῥεῖ, « tout coule » ou « on ne se baigne pas deux fois dans le même fleuve », l'autre celui de l'immobilité radicale.
Il y a aussi, note Jean Beaufret après Heidegger, du permanent chez Héraclite, la permanence de la mesure et de la justice, Δίκη, sans qu'il soit possible de parler d'harmonie comme certains ont cru pouvoir le faire, dans l'incessant combat du flux et du reflux. L'unité de la phusis, φύσις, est maintenue au sein même des oppositions, du jour et de la nuit, de la paix et de la guerre, de l'abondance et de la disette et la loi qui porte l'« ajointement » des contraires, c'est cela, le « Logos », λόγος.
C'est à travers la métaphore de l'« éclair » qui précède la foudre et qui illumine en un instant, de son rayon, toute la scène des êtres comme dans la caverne platonicienne, et non en faisant appel à l'image éclatante du soleil qui déploie lentement sa lumière et illumine le monde, que Héraclite perçoit l'unité du Tout, Τα Πάντα, image de l'éclair et de la foudre dont Heidegger va se saisir comme une anticipation pré-socratique de l'événementialité de son « Ereignis »(voir les Apports à la philosophie : De l'avenance).

### Le penseur du «Un-Tout»
Dans la vision héraclitéenne, considérant la multiplicité des choses qui surgissent sur la scène du monde (qu'elles soient présentes ou absentes, opposées et contraires), toutes elles arrivent en présence dans le présent, pour être « ressaisies en un éclair unifiant », recueillies et hébergées dans l'unité de l'horizon ouvert . C'est cette unité sous-jacente que Heidegger désigne comme le « là », du Dasein ou  (berger de l'être). C'est la même unité sous-jacente que les Grecs archaïques, grâce à l'ampleur de leur regard, percevaient, et qu'ils ont dénommé logos, l'émergence et l'occultation de tous les eonta (tous les étants) y appartenant tous ensemble et indissociablement, à mille- lieues de notre compréhension de la Logique.

### Le penseur de l'être
« La nature aime à se cacher » aphorisme célèbre de Héraclite que Heidegger interprète, non comme une difficulté pour la  nature à être connue, ni comme une difficulté de la connaissance humaine, mais comme la révélation de la part d'obscurité qui lui est propre et essentielle. En élargissant son propos à l'ensemble de l'être, à tout l'étant, il n'y a pas seulement pour Heidegger irruption à la lumière, dévoilement, « Alètheia », mais aussi en parallèle et simultanément, retenue et retrait dans l'obscurité le « Léthé » ; l'éclat de la rose comprend aussi bien la fleur épanouie que l'enracinement de la plante qui plonge dans la terre. Dans l'ouverture, le là du « se montrer » de l'étant, se manifeste aussi le voilement de l'être lui-même, remarque Hans-Georg Gadamer. Ces réflexions seront particulièrement développées dans la conférence De l'origine de l'œuvre d'art.

### Le sage inquiet
Selon Aristote, Héraclite est celui qui, assis devant son foyer, a répondu en toute simplicité à ceux qui venaient lui rendre visite et qui s’étonnaient de la simplicité de l'occupation à laquelle se livrait le penseur : « mais là aussi les dieux sont présents ».  Heidegger, selon Françoise Dastur, s'opposant en ceci à Jean Beaufret, comprend en un tout autre sens que le sens obvie cette réponse : l'épisode signifie que « le séjour (accoutumé) est pour l'homme le domaine ouvert à la présence du dieu (de l'insolite) »,, en traduisant Daïmon par insolite, attestant ainsi la thèse de l’Unheimlichkeit, le « sans chez soi » du Dasein.

## Parménide
Comme dit plus haut, l'opposition traditionnelle radicale entre Parménide, le philosophe de l'unité immobile, et Héraclite, celui du mouvement universel, est largement surfaite. C'est en échappant à la lecture traditionnelle métaphysique imposée par Platon et en revenant à une lecture plus ouverte aux perspectives de l'origine que Heidegger pense révéler un Parménide plus originel et plus proche de son prédécesseur. On peut distinguer :

### Le penseur de l'identité de l'«être» et de la «pensée»
C'est ainsi, que le contemporain comprend le célèbre fragment 3  Τὸ γὰρ αὐτὸ νοεῖν ἐστίν τε καὶ εἶναι,  « Car le même est penser et être »  qui fera le bonheur du Cogito, sauf que, pour Heidegger,  cette sentence, loin de parler d'identité, désigne une « co-appartenance » ; et la co-appartenance n'est pas une identité mais, dans la mentalité grecque, un mode selon lequel chacun est ce qu'il est, parce qu'il procède du « Même ». Sauf que ce Τὸ αὐτὸ, ce « Même », n'est pas un prédicat auquel se référeraient l'être et la pensée, mais une parfaite énigme souligne Marlène Zarader.